# Uroxys aphodioides
Uroxys aphodioides là một loài bọ cánh cứng trong họ Bọ hung (Scarabaeidae).